# ضريح حسن الصباح
ضريح حسن الصباح أو مقبرة حسن الصباح هو ضريح تاريخي بُني على يد النزاريين عام 1124 في منطقة آلموت قرب قلعة ألموت في محافظة قزوين الواقعة في شمال غرب إيران. ودفن فيه ثلاثة من حكام ألموت وهم: حسن الصباح، وكيا بزرك اميد، ومحمد بن بزرك اميد. تم تدمير الضريح وإغلاقه نهائيًا من قبل المغول عام 1256 أثناء حملتهم ضد النزاريين.